# Nuno Morais
Nuno Miguel Barbosa Morais, meglio conosciuto come Nuno Morais (Penafiel, 29 gennaio 1984), è un ex calciatore portoghese, di ruolo centrocampista.
È con 345 partite disputate, lo straniero con più presenze nel campionato cipriota, oltre ad essere primatista di presenze (111) con l'APOEL nelle competizioni calcistiche europee.

## Caratteristiche tecniche
Inizia la carriera da terzino - in grado di agire in caso di necessità da difensore centrale - salvo poi adattarsi a vertice basso di centrocampo sotto la guida di José Mourinho al Chelsea.

## Carriera
Voluto da José Mourinho che ne aveva apprezzato la versatilità, il 29 agosto 2004 lascia il Portogallo accordandosi con il Chelsea per tre stagioni. Esordisce con i Blues l'8 gennaio 2005 contro lo Scunthorpe United in FA Cup, venendo schierato nella posizione di terzino sinistro per sopperire all'assenza di Wayne Bridge.
Il 12 aprile esordisce in Champions League contro il Bayern Monaco, subentrando a Joe Cole nei minuti finali. Il 10 maggio fa il suo esordio in Premier League nella trasferta vinta 3-1 contro il Manchester United all'Old Trafford, sostituendo Eiður Guðjohnsen a 5' dal termine.
Complice la presenza in rosa di Makélélé, Essien e Lampard, non riesce a ritagliarsi uno spazio da titolare. Il 12 maggio 2007 si accorda per due stagioni con l'APOEL.
Il 7 marzo 2012 segna uno dei quattro rigori che consentono alla squadra di imporsi sul Lione, permettendo così ai ciprioti di accedere per la prima volta nella storia ai quarti di finale di Champions League.
Il 7 maggio 2016 raggiunge quota 251 presenze in campionato, diventando il calciatore straniero con più presenze nella storia della massima serie cipriota, superando il precedente primato appartenuto a Milenko Špoljarić, fermatosi a quota 250.
Il 16 agosto 2016 diventa - giocando la sua 81ª gara contro il Copenaghen - primatista di presenze con l'APOEL nelle competizioni calcistiche europee, scavalcando Kōnstantinos Charalampidīs.

## Statistiche

### Presenze e reti nei club
Statistiche aggiornate al 15 luglio 2019.
| Stagione        | Squadra         | Campionato      | Campionato | Campionato | Coppe nazionali | Coppe nazionali | Coppe nazionali | Coppe continentali | Coppe continentali | Coppe continentali | Altre coppe | Altre coppe | Altre coppe | Totale | Totale |
| Stagione        | Squadra         | Comp            | Pres       | Reti       | Comp            | Pres            | Reti            | Comp               | Pres               | Reti               | Comp        | Pres        | Reti        | Pres   | Reti   |
| --------------- | --------------- | --------------- | ---------- | ---------- | --------------- | --------------- | --------------- | ------------------ | ------------------ | ------------------ | ----------- | ----------- | ----------- | ------ | ------ |
| 2002-2003       | Penafiel        | SL              | 17         | 0          | CP              | 2               | 1               | -                  | -                  | -                  | -           | -           | -           | 19     | 1      |
| 2003-2004       | Penafiel        | SL              | 32         | 2          | CP              | 3               | 0               | -                  | -                  | -                  | -           | -           | -           | 35     | 2      |
| Totale Penafiel | Totale Penafiel | Totale Penafiel | 49         | 2          |                 | 5               | 1               |                    | -                  | -                  |             | -           | -           | 54     | 3      |
| 2004-2005       | Chelsea         | PL              | 2          | 0          | FACup+CdL       | 1+0             | 0               | UCL                | 1                  | 0                  | -           | -           | -           | 4      | 0      |
| 2005-2006       | Marítimo        | PL              | 17         | 0          | CP              | 3               | 0               | -                  | -                  | -                  | -           | -           | -           | 20     | 0      |
| 2006-2007       | Chelsea         | PL              | 2          | 0          | FACup+CdL       | 2+1             | 0               | UCL                | 0                  | 0                  | CS          | 0           | 0           | 5      | 0      |
| Totale Chelsea  | Totale Chelsea  | Totale Chelsea  | 4          | 0          |                 | 4               | 0               |                    | 1                  | 0                  |             | 0           | 0           | 9      | 0      |
| 2007-2008       | APOEL           | AK              | 10+5       | 0          | CC              | 8               | 1               | UCL                | 2                  | 0                  | SC          | 1           | 0           | 26     | 1      |
| 2008-2009       | APOEL           | AK              | 25+5       | 3          | CC              | 5               | 0               | CU                 | 6                  | 0                  | SC          | 1           | 0           | 42     | 3      |
| 2009-2010       | APOEL           | AK              | 24+5       | 1          | CC              | 5               | 0               | UCL                | 11                 | 0                  | SC          | 1           | 0           | 46     | 1      |
| 2010-2011       | APOEL           | AK              | 25+5       | 0          | CC              | 2               | 0               | UEL                | 3                  | 0                  | -           | -           | -           | 35     | 0      |
| 2011-2012       | APOEL           | AK              | 24+4       | 1          | CC              | 3               | 2               | UCL                | 16                 | 1                  | SC          | 1           | 0           | 48     | 4      |
| 2012-2013       | APOEL           | AK              | 22+5       | 3+1        | CC              | 2               | 0               | UEL                | 6                  | 0                  | -           | -           | -           | 35     | 4      |
| 2013-2014       | APOEL           | AK              | 25+9       | 3+2        | CC              | 7               | 0               | UCL+UEL            | 2+8                | 0+1                | SC          | 1           | 0           | 52     | 6      |
| 2014-2015       | APOEL           | AK              | 18+9       | 2          | CC              | 6               | 0               | UCL                | 10                 | 0                  | SC          | 1           | 0           | 44     | 2      |
| 2015-2016       | APOEL           | AK              | 24+9       | 3+1        | CC              | 6               | 1               | UCL+UEL            | 6+6                | 0                  | SC          | 1           | 0           | 52     | 5      |
| 2016-2017       | APOEL           | AK              | 25+8       | 2+1        | CC              | 7               | 0               | UCL+UEL            | 6+9                | 0                  | SC          | 1           | 0           | 56     | 3      |
| 2017-2018       | APOEL           | AK              | 24+10      | 7+2        | CC              | 0               | 0               | UCL                | 12                 | 0                  | SC          | 1           | 0           | 47     | 9      |
| 2018-2019       | APOEL           | AK              | 20+8       | 10+3       | CC              | 6               | 0               | UCL+UEL            | 2+6                | 0+2                | SC          | 1           | 0           | 43     | 15     |
| Totale APOEL    | Totale APOEL    | Totale APOEL    | 348        | 45         |                 | 57              | 4               |                    | 111                | 4                  |             | 10          | 0           | 526    | 53     |
| Totale carriera | Totale carriera | Totale carriera | 418        | 47         |                 | 69              | 5               |                    | 112                | 4                  |             | 10          | 0           | 609    | 56     |

### Record

#### Con l'APOEL
- Calciatore straniero con più presenze (348) in A' Katīgoria.
- Calciatore con più presenze (111) nelle competizioni UEFA.

## Palmarès

### Club

#### Competizioni nazionali
- Coppa di Lega inglese: 2

Chelsea: 2004-2005, 2006-2007
- Campionato inglese: 1

Chelsea: 2004-2005
- Coppa d'Inghilterra: 1

Chelsea: 2006-2007
- Coppa di Cipro: 3

APOEL: 2007-2008, 2013-2014, 2014-2015
- Supercoppa di Cipro: 4

APOEL: 2008, 2009, 2011, 2013
- Campionato cipriota: 8

APOEL: 2008-2009, 2010-2011, 2012-2013, 2013-2014, 2014-2015, 2015-2016, 2016-2017, 2017-2018, 2018-2019